# الازرقیه، عراق
الازرقیه  یک منطقهٔ مسکونی در عراق است که در استان انبار واقع شده‌است.